# Малая Ивановка (Харьковская область)
Ма́лая Ива́новка (укр. Мала Іванівка; до 2016 г. Волода́ровка) — посёлок, Кленовский сельский совет, Богодуховский район, Харьковская область, Украина.
Код КОАТУУ — 6320884502. Население по переписи 2001 г. составляет 218 (100/118 м/ж) человек.

## Географическое положение
Посёлок Малая Ивановка находится в урочище Смелое, в 2-х км от реки Кадница. В 2-х км расположены сёла Кадница и Сковородиновка, в 4-х км — село Кленовое. В 5 км железнодорожная станция Пост 198 км.

## История
1919 — дата основания.

## Экономика
В селе была молочно-товарная ферма. В данный момент ферма разобрана. 

## Известные люди
Коробка Мария Ивановна — Мать-героиня.